# Dompierre-sur-Héry
Dompierre-sur-Héry korábbi község (település) Franciaországban, Nièvre megyében. 2016. január 1-jén a korábbi Beaulieu és Michaugues községgel egyesült és az azonos nevű Beaulieu új község része lett. 
Lakosainak száma 76 fő (2018. január 1.). Dompierre-sur-Héry Moraches, Beaulieu, Guipy, Héry, Michaugues és Neuilly községekkel határos.

## Népesség
A település népességének változása:
| Lakosok száma | 133  | 102  | 95   | 76   | 61   | 75   | 80   | 80   | 80   | 76   |
|               | 1962 | 1968 | 1975 | 1982 | 1990 | 2008 | 2013 | 2015 | 2017 | 2018 |